# Miguel Febres Cordero
Francisco Luis Febres-Cordero y Muñoz (7 de novembro de 1854 - 9 de fevereiro de 1910), conhecido como São Miguel Febres Cordero e mais popularmente como Irmão Miguel, era um irmão religioso católico romano equatoriano. Tornou-se membro professo dos Irmãos das Escolas Cristãs, coloquialmente conhecidos como Irmãos La Salle. Ele assumiu o nome de Miguel ao ser admitido na Ordem.
Ele residiu em sua terra natal, o Equador, por quase quatro décadas, onde promoveu a educação e a evangelização antes de se mudar para a Espanha, onde continuou a exercer suas funções para sua ordem. Ele também se tornou um escritor prolífico e escreveu vários manuais e odes entre outras publicações.
O Papa Paulo VI o beatificou em 30 de outubro de 1977 e o Papa João Paulo II o canonizou quase uma década depois, em 21 de outubro de 1984, como o  primeiro santo equatoriano. Ele continua sendo um herói nacional em sua terra natal e sua tumba se tornou um local de peregrinação. Sua festa litúrgica é celebrada anualmente na data de sua morte.

## Vida
Francisco Luis Febres-Cordero y Muñoz nasceu no Equador em 7 de novembro de 1854 filho de Francisco María Febres-Cordero y Montoya e Ana de Jesús Muñoz y Cárdenas. Seus irmãos eram Aurelio Febres-Cordero y Muñoz e Ana de Jesús Febres-Cordero y Muñoz.
Ele nasceu com uma enfermidade dos pés que o tornava incapaz de ficar em pé ou andar. Isso foi curado na idade de cinco anos, quando ele recebeu uma visão da Mãe de Deus. Aos oito anos, ele foi - considerado um milagre na época - salvo de ser atacado até a morte pelas mãos de um touro selvagem. Sua mãe cuidou muito dele e também assumiu sua educação até os nove anos. Após a morte de sua mãe, ele recebeu sua madrasta Heloise Santillán e seu meio-irmão Benjamín Febres-Cordero Santillán.
Em 1863, ele foi matriculado em uma escola administrada pelos Irmãos das Escolas Cristãs - uma ordem que era uma nova chegada à nação. Ele foi escolhido para fazer o discurso de boas-vindas ao Presidente Gabriel García Moreno quando este viesse visitar a escola.
Muñoz tornou-se membro dessa ordem em 24 de março de 1868, o primeiro equatoriano a ser recebido nela. Assumiu o hábito religioso na véspera da Festa da Anunciação com o nome de “Miguel”. Ele entrou apesar da oposição de seu pai e depois de várias tentativas em vão, ele cedeu. Ele ocupou o cargo de professor em Quito por mais de três décadas, onde se tornou conhecido como uma pessoa gentil e dedicada. Publicou livros escolares próprios, incluindo um para o ensino do espanhol, bem como odes e discursos sobre métodos de ensino. O governo adotou alguns de seus livros didáticos que circularam por todas as escolas. Ele também pesquisou e escreveu livros sobre literatura e linguística, o que lhe rendeu membro da Academia Equatoriana de Letras em 1892, seguida pelas Academias da Espanha, França e Venezuela. Como resultado de sua alta posição em assuntos educacionais, ele foi eleito para as academias educacionais em sua casa em 1892, bem como na França e na Venezuela. Ele conduziu retiros religiosos e também ajudou a preparar as crianças para a primeira comunhão . Ele também serviu como diretor novato da casa de sua ordem de 1901 a 1904.
Em 1888 foi enviado como representante à festa em que o Papa Leão XIII beatificou o fundador da ordem: João Batista de la Salle. Muñoz foi enviado à Europa em 1905 para que traduzisse textos do francês para o espanhol para uso e trabalhou nessa medida na Bélgica. Sua saúde começou a piorar em 1908 e ele foi transferido para Barcelona, na Espanha, onde continuou a trabalhar até que sua saúde não o permitiu. Mesmo assim, eclodiram greves e igrejas foram queimadas, o que levou à evacuação da ordem, mas, apesar disso, ele conseguiu fazer uma peregrinação a Saragoça.
Ele morreu em 1910 de pneumonia e foi enterrado em Premià de Mar. Ele foi exumado durante a Guerra Civil Espanhola e considerado incorrupto. Em 1937, seus restos mortais foram transferidos para Quito, onde seu túmulo se tornou um local de peregrinação popular.

## Santidade

### Começo
O processo de santidade era aquele que todos os equatorianos queriam que fosse aberto. O processo começou com dois processos locais em Barcelona e Quito, um abrangendo de 1923 a 1924 e outro de 1938 a 1943. Isso ocorreu apesar do fato de que a introdução formal da causa não foi até 13 de novembro de 1935 sob o Papa Pio XI, que lhe concedeu o título póstumo de Servo de Deus. Ambos os processos receberam decretos formais de ratificação em 1952 para que a causa passasse à fase seguinte.
Ele foi proclamado Venerável em 16 de março de 1970, depois que o Papa Paulo VI reconheceu sua vida de virtudes heróicas .

### Beatificação
O milagre necessário para a beatificação foi investigado em um tribunal diocesano que reuniu toda a documentação de 1939 a 1941. O processo recebeu ratificação formal em 30 de abril de 1971 e foi enviado à Congregação para as Causas dos Santos em Roma para avaliação posterior. Paulo VI aprovou o milagre e o beatificou em 30 de outubro de 1977.
O milagre em questão foi a cura instantânea da Irmã Clementina Flores Cordero em 1935.

### Canonização
O segundo milagre necessário para a santidade também foi investigado em um tribunal local e foi ratificado em 1983. O Papa João Paulo II a aprovou em 7 de abril de 1984 e anunciou em 25 de junho de 1984 a data da canonização que ocorreu em 21 de outubro de 1984.

O milagre em questão ocorreu na data da beatificação de Beatrice Gómez de Núñez, que sofria de uma doença incurável. Ela se entregou ao Beato e foi curada de sua enfermidade.